# Alcides Ghiggia
Alcides Edgardo Ghiggia, född 22 december 1926 i Montevideo, död 16 juli 2015 i Las Piedras, Uruguay, var en uruguayansk-italiensk fotbollsspelare som spelade som anfallare (högerytter). Han spelade både för Uruguays och för Italiens landslag.

## Spelarbiografi
I VM 1950 gjorde Ghiggia det avgörande målet mot Brasilien som innebar en 2–1-seger och Uruguays andra VM-guld. Ghiggia gjorde totalt fyra mål den turneringen. Efter turneringen blev Ghiggia och Schiaffino stora landshjältar. I finalen räckte det för Brasilien att spela lika då turneringen spelades i gruppspelsformat, dvs den med flest poäng vinner. Brasilien gjorde mål i den 47:e minuten och publiken började få guldvittring. Schiaffino gjorde ett mål i 66:e minuten och Uruguay behövde ännu ett mål för att vinna turneringen. I den 79:e minuten fick Ghiggia ett pass på högerkanten, sprintade in mot första stolpen och sköt ett lågt skott som gick mellan Barbosa och närmaste stolpen.
Ghiggia spelade 201 ligamatcher för Roma mellan åren 1953 och 1961. Han slutade spela fotboll på professionell nivå vid 42 års ålder.

## Landslagsmatcher

### Uruguay
| Nr | Mål | Datum         | Arena/Ort                                        | Motståndare | Resultat | Evenemang         |
| -- | --- | ------------- | ------------------------------------------------ | ----------- | -------- | ----------------- |
| 1  |     | 6 maj 1950    | Estádio do Pacaembu, São Paulo, Brasilien        | Brasilien   | 4–3      | Copa Rio Branco   |
| 2  |     | 14 maj 1950   | Rio de Janeiro                                   | Brasilien   | 2–3      | Copa Rio Branco   |
| 3  |     | 18 maj 1950   | Rio de Janeiro                                   | Brasilien   | 0–1      | Copa Rio Branco   |
| 4  | 1   | 2 juli 1950   | Estádio Independência, Belo Horizonte, Brasilien | Bolivia     | 8–0      | VM 1950 Gruppspel |
| 5  | 1   | 9 juli 1950   | Estádio do Pacaembu, São Paulo, Brasilien        | Spanien     | 2–2      | VM 1950 Slutspel  |
| 6  | 1   | 13 juli 1950  | Estádio do Pacaembu, São Paulo, Brasilien        | Sverige     | 3–2      | VM 1950 Slutspel  |
| 7  | 1   | 16 juli 1950  | Maracanã, Rio de Janeiro, Brasilien              | Brasilien   | 2–1      | VM 1950 Slutspel  |
| 8  |     | 23 mars 1952  | Santiago, Chile                                  | Mexiko      | 3–1      | Panamerikanska M. |
| 9  |     | 30 maj 1952   | Santiago, Chile                                  | Peru        | 5–2      | Panamerikanska M. |
| 10 |     | 6 april 1952  | Santiago, Chile                                  | Panama      | 6–1      | Panamerikanska M. |
| 11 |     | 13 april 1952 | Santiago, Chile                                  | Chile       | 0–2      | Panamerikanska M. |
| 12 |     | 16 april 1952 | Santiago, Chile                                  | Brasilien   | 2–4      | Panamerikanska M. |

### Italien
| Nr | Mål | Datum            | Arena/Ort           | Motståndare | Resultat | Evenemang              |
| -- | --- | ---------------- | ------------------- | ----------- | -------- | ---------------------- |
| 1  |     | 26 juni 1957     | Lissabon, Portugal  | Portugal    | 0–3      | Kvalmatch till VM 1958 |
| 2  | 1   | 4 december 1957  | Belfast, Nordirland | Nordirland  | 2–2      | Vänskapsmatch          |
| 3  |     | 22 december 1957 | Milano, Italien     | Portugal    | 3–0      | Kvalmatch till VM 1958 |
| 4  |     | 15 januari 1958  | Belfast, Nordirland | Nordirland  | 1–2      | Kvalmatch till VM 1958 |
| 5  |     | 28 februari 1959 | Rom, Italien        | Spanien     | 1–1      | Vänskapsmatch          |

## Citat
"Solo tres personas en la historia han conseguido hacer callar al Maracaná con un solo gesto: el Papa, Frank Sinatra y yo." (Endast tre personer i historien har lyckats tysta Maracanã med en enda gest: Påven, Frank Sinatra och jag.)

### Fotnoter
1. ↑  Simon Löfving (17 juli 2015). ”Uruguays VM-guldhjälte avliden”. Göteborgsposten. Arkiverad från originalet den 21 juli 2015. https://web.archive.org/web/20150721085930/https://www.gp.se/sport/fotboll/1.2778677-uruguays-vm-guldhjalte-avliden. Läst 17 juli 2015.